# 플레이스테이션 VR2

플레이스테이션 VR2(PlayStation VR2, PS VR2)는 소니 인터랙티브 엔터테인먼트(Sony Interactive Entertainment)가 개발한 플레이스테이션 5 가정용 비디오 게임기용 가상 현실 헤드셋으로, 2023년 2월 22일 출시됐다.

## 역사
PS VR2의 개발은 약 6년이 걸렸으며 콘솔과 가상 현실 장치의 완벽한 조화를 목표로 플레이스테이션 5와 동시에 개발되었다.
DSCC(Display Supply Chain Consultants)의 디스플레이 분석가는 PS VR2 출시를 앞두고 다가오는 차세대 VR 헤드셋이 800PPI보다 훨씬 높을 정도로 상용 OLED 패널에서 가장 높은 픽셀 밀도를 갖춘 디스플레이를 탑재할 것으로 기대한다고 말했다.
2022 소비자 가전 전시회에서 소니는 플레이스테이션 5용 플레이스테이션 VR2를 발표했다.
출시일은 2023년 2월 22일, 소매가는 549.99달러로 공식 플레이스테이션 블로그를 통해 2022년 11월 2일에 발표되었다.
출시에 앞서 블룸버그는 소니가 초기 사전 주문이 실망스러운 이후 초기 출시에 대한 예상을 줄였다고 보도했다. 대신 소니는 "... 생산 수를 줄이지 않았다"고 주장하고 GamesIndustry.biz에 "다가오는 출시에 대한 플레이스테이션 팬들의 열정을 보고 있다"고 말했다.